# Toivo Ilomäki
Toivo Ilomäki (Säaksmäki, 25 agosto 1917 – Hämeenlinna, 4 marzo 1965) è stato un militare finlandese, insignito della onorificenza di Cavaliere della Croce di Mannerheim di seconda classe nel corso della guerra di continuazione.

## Biografia

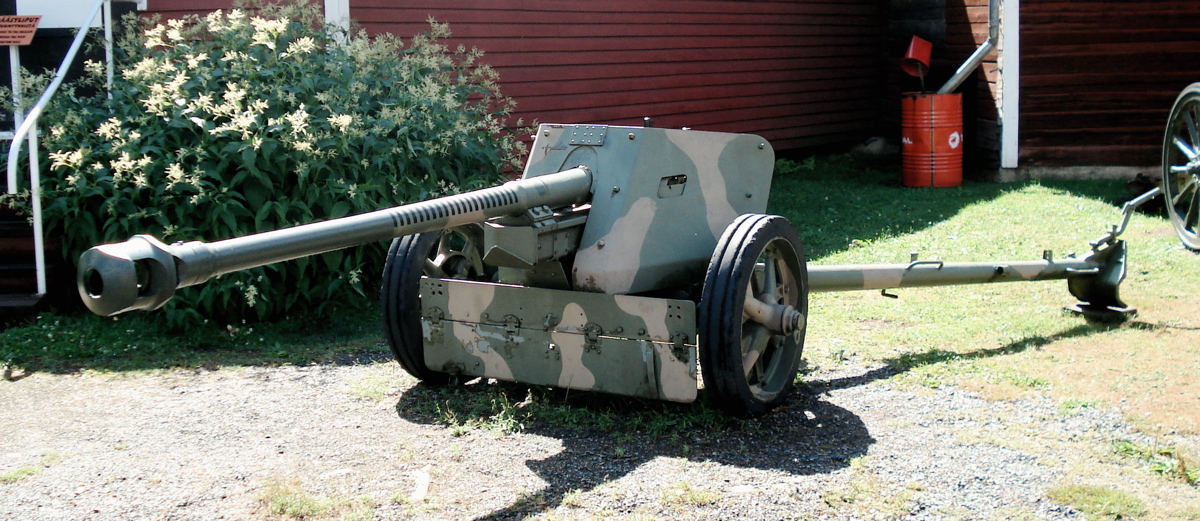
Il cannone PaK 40 da 75 mm di Ilomäki esposto presso il Panssarimuseo di Parola con ancora i segni delle vittorie sulla canna.

Nacque a il 25 agosto 1917 a Säaksmäki, figlio di Heikki e Hilja Maria Vikman. Arruolato nel Suomen maavoimat nel 1939 Partecipò alla guerra d'Inverno contro l'Unione Sovietica come artigliere addetto al munizionamento di un cannone controcarro da 45 mm del PstTykK/2.Pr.  Rimase ferito in azione a Muolaanjärvi il 20 dicembre 1939, e fu posto momentaneamente in congedo il 6 luglio 1940.  Dopo lo scoppio della guerra di continuazione fu assegnato ad un reparto di cannoni controcarro della 24ª Compagnia di artiglieria della 5ª Divisione (24.TykK/5.D). Si distinse in combattimento a Korpiselkä, Kokkari, Kollaa, Tulemajärvi, Suurmäki, Vitele, Säntämä, Tuulos, Aunus, centrale elettrica di Syväri, Mäkriä, Sammatus, Tihveri, Salmi, Pitkäranta, e Lemetti. Nell'estate del 1944 la sua compagnia fu equipaggiata con il cannone controcarro da 75 mm tedesco 7,5 cm PaK 40 e in una sola giornata, a Sammatus, distrusse 16 carri armati. Promosso caporale il 26 luglio 1944, insignito di tutti e cinque i distintivi di cacciatore di carri, il 2 ottobre 1944 ricevette la Croce di Mannerheim di seconda classe (n.155). Congedato il 19 novembre 1944 andò a lavorare come magazziniere presso Viialan Osuuskauppa, responsabile del magazzino di Viiala Oy. Fu promosso sergente il 13 marzo 1960.  Si spense il 4 marzo 1965 a Hämeenlinna, e la salma fu poi tumulata nel cimitero di Viiala.

### Annotazioni
1. ↑  Dei carri armati nemici neutralizzati, 14 erano pesanti T-34 e due superpesanti Josef Stalin. L'arma di Ilomäki era un cannone anticarro PaK 40 da 75 mm con Kalle Rask come caricatore.

### Fonti
1. 1 2 3 4 5 6 7 8 9 10 11  Mannerheim Ristinritarit.
2. 1 2  Hurmerinta 2008, p. 87.
3. 1 2  Karhunen 2008, pp. 381-384.